# 엔고 불황

1950년 이후 엔달러 환율.

엔고 불황(일본어: 円高不況 엔다카후쿄[*])은 일본 엔의 환율이 상승함(= 엔고)에 따라 일본 국내의 수출산업이나 하청 등 그 관련된 기업들, 혹은 수입품과 경쟁하고 있는 업계의 업체들이 손해를 입음으로써 발생하는 불황이다. 반대 개념으로 엔고호황과 엔저불황이 있다.
엔화 환율이 엔고로 기울면, 일본 국내에서의 노동력 등 생산요소의 가격이 국제적으로 보았을 때 높아진다. 이렇게 비용이 높아진 결과, 수출재 경쟁력과 수익력은 저하되고, 수출이 감소해서 수출기업과 그 하도급 등 관련 기업이 타격을 받는다. 한편, 수입재는 상대적으로 저렴해지기 때문에 국내에서 생산되는 경쟁품보다 경쟁력이 높아져서 국내 생산업체의 실적이 악화되고 수입이 증가하게 된다. 수출 감소와 수입 증가는 순수출을 감소시켜 GDP 축소, 즉 경기 악화를 야기한다. 이와 같은 엔고 문제를 회피하기 위해 기업들의 해외 유출이 활발해져, 장기적으로도 경제환경이 악화한다. 이것은 무역수지가 적자인지 흑자인지와 관계없이 일어나는 메커니즘이다. 일본이 무역흑자국이라서 엔고가 문제가 된다는 통념은 잘못된 것이다. 또한 수출규모가 작으면 엔고의 영향도 작다는 생각도 잘못이다.
엔고에 의한 악영향은 생산요소의 가격이 국제적으로 볼 때 높아짐에 기인하는 것이므로, 엔고에 강한 기업을 만들기 위해서는 결국 효율합리화를 위한 인원 감축과 해외이전 등 노동탄압을 동반하게 된다. 때문에 각 기업이 엔고 내성을 강화했다고 해도, 고용이 감소하고 설비가 유출되어 나라 꼴은 오히려 골병이 들게 된다. 기업의 노력에 따라서는 어디까지나 기업의 문제만 해결될 뿐, 일본이라는 나라에 있어서 엔고 문제의 근본적 해결책은 될 수 없다.

## 같이 보기
- 차입 거래